# FIGHTERS RADIO!
FIGHTERS RADIO!（ファイターズ レディオ）は、HBCラジオで2005年10月から2007年4月まで放送された北海道日本ハムファイターズ(以下ファイターズ)情報番組。

2006年4月からはデーゲーム中継「スーパーベースボール・サタデーファイターズ」を挟む形で16時台に第2部の放送をスタート。デーゲーム中継のクッション番組の役割も担う。

## 放送時間

### 2005年10月～2006年3月
毎週土曜日 12:00～13:00

### 2006年4月～2007年4月
第1部　毎週土曜日 12:00～12:50
- 試合開始時間によって終了時間が変わる場合がある。
- ファイターズの試合が通常編成で中継予定の無いナイターの場合、ナイター枠で放送予定の番組の時間移動により放送時間が短縮になる場合がある。

第2部　毎週土曜日 16:00～17:00
- 試合延長の場合、放送時間は短縮になる。
- 試合開始時間が13:30の場合は16:30から30分間の放送になる。

- 試合が中止になった場合、12:00から17:00まで5時間通しの番組になる。

## パーソナリティー

### 2005年10月～2006年3月
- 川畑恒一
- 若林聖子

### 2006年4月～終了
- 小川和幸